# Agroeca montana
Espèce
Agroeca montana est une espèce d'araignées aranéomorphes de la famille des Liocranidae.

## Distribution
Cette espèce se rencontre au Japon, en Corée du Sud, en Russie en Primorié et en Chine au Liaoning,.

## Publication originale
- Hayashi, 1986 : A new Japanese spider of the genus Agroeca (Araneae: Clubionidae). Proceedings of the Japanese Society of Systematic Zoology, vol. 33, p. 23-28.